# Giống cái

Ký hiệu của thần La Mã Venus (thần sắc đẹp tương đương Aphrodite) thường được dùng để ký hiệu giống cái. Nó cũng là ký hiệu đại diện cho Sao Kim và nguyên tố đồng.

Con gái hay giống cái (♀) là một trong hai giới tính của các sinh vật có hình thức sinh sản hữu tính, đây là giới tính chịu chức năng sinh lý tạo ra trứng. Mỗi trứng chỉ có thể kết hợp với một tinh trùng, quá trình này gọi là sự thụ tinh. Hầu hết ở các loài động vật hữu nhũ giống cái, bao gồm cả nữ giới đều có nhiễm sắc thể X, đây là nhiễm sắc thể chịu trách nhiệm cho việc sản sinh ra lượng lớn hormon estrogen để tạo các đặc điểm đặc trưng cho giống cái. Sự phân biệt đực - cái không chỉ giới hạn ở động vật còn mở rộng cho nhiều loài khác như thực vật.
Không phải tất cả các loài sinh vật đều có chung các yếu tố quy định giới tính. Ở hầu hết động vật, kể cả con người, việc xác định giới tính nằm ở di truyền. Tuy vậy ở một số loại khác nó có thể tùy thuộc vào các yếu tố như môi trường sống, xã hội hay một số nhân tố khác.
Từ female (con cái, giống cái, nữ giới) bắt nguồn từ từ Latin femella (có nghĩa là "phụ nữ" và được biến thể từ từ gốc femina)  và không hề có liên hệ với từ male. Female (nữ giới), khái niệm sinh học, cũng có thể dùng để nói về giới, khái niệm về xã hội.

## Những đặc điểm nổi bật
Trong hệ thống sinh sản dị giao, giống cái có giao tử là tế bào trứng, to hơn so với giao tử tinh trùng của giống đực. Một cá thể giống cái không thể sinh sản hữu tính mà không kết hợp với giao tử giống đực (trừ khi đó là sinh sản đơn tính). Một số sinh vật vừa có thể sinh sản hữu tính vừa có thể sinh sản vô tính.
Không hề có tồn tại các cơ chế di truyền đằng sau sự khác biệt giới tính giữa các loài khác nhau. Hơn nữa, có vẻ như sự hiện hữu của hai giới tính đã tiến hóa nhiều lần một cách độc lập giữa các dòng dõi tiến hóa khác nhau. Các hình thức sinh sản hữu tính bao gồm:
- Các loài đẳng giao với hai hoặc nhiều hơn hai kiểu giao phối có các giao tử giống nhau về hình dáng và hành vi (nhưng khác nhau ở cấp độ phân tử),
- Các loài dị giao với các giao tử của giống cái và giống đực,
- Các loài noãn giao, bao gồm con người, có giao tử cái lớn hơn rất nhiều so với giao tử đực và không có khả năng tự di chuyển. Có quan điểm cho rằng hình thức sinh sản này có thể diễn ra là nhờ vào sự khống chế vật lý trên các cơ chế, mà thông qua đó việc sinh sản hữu tính được thực hiện khi hai giao tử kết hợp với nhau.[5][6]

Ngoại trừ điểm khác biệt mang tính định hình về loại giao tử được tạo thành, sự khác nhau giữa giống đực và giống cái của một dòng họ không thể được phỏng đoán dựa trên các khác biệt ở dòng họ khác. Khái niệm trên không chỉ hiện hữu ở động vật; chytrids (một ngành của giới nấm), tảo silic, oomycota (vi sinh vật nhân thực), và thực vật có phôi (embryophyte), và nhiều loài khác cũng sinh ra tế bào trứng (noãn). Đối với thực vật có phôi, giới tính sinh học, giống cái và giống đực, không chỉ chỉ định cấu trúc, sinh vật nào sẽ sẽ sản sinh ra trứng (noãn) hoặc tính trùng, mà còn chỉ định cả cấu trúc của thể bào tử - trạng thái đa bào lưỡng bội quyết định nên những bộ phận/cây đực và cái trong sinh sản hữu tính ở thực vật.

## Động vật hữu nhũ giống cái

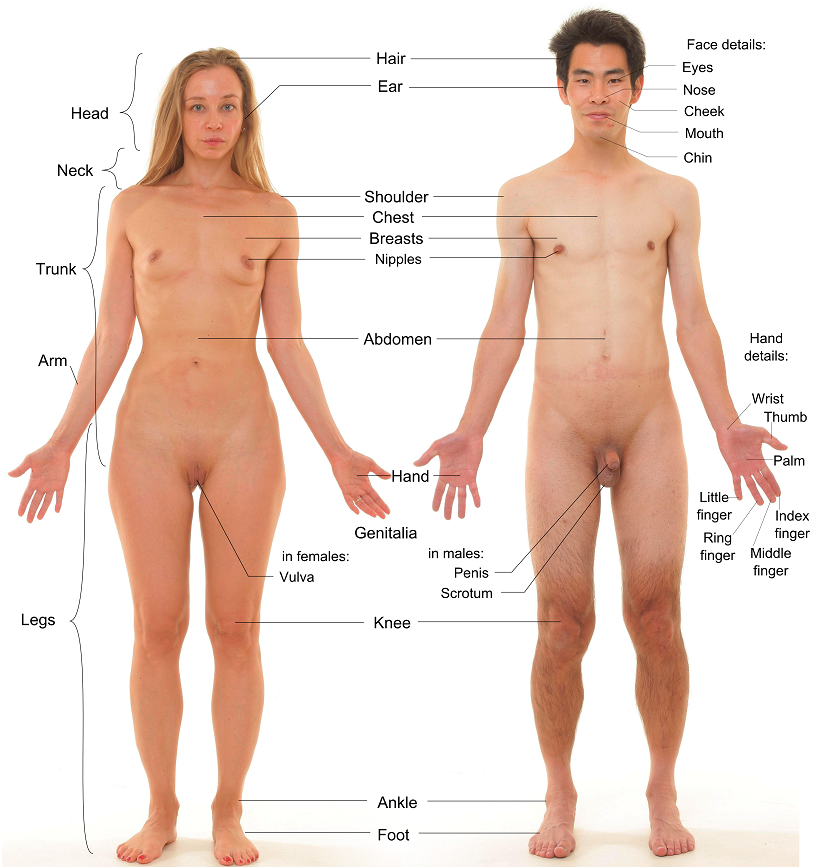
Hình chụp đối chiếu giữa cơ thể nam giới trưởng thành và cơ thể nữ giới trưởng thành. Lưu ý, cả hai người mẫu đều đã cạo đi một phần lông cơ thể, ví dụ như lông vùng mu.

Đặc tính giúp phân biệt lớp thú (Mammalia) với các lớp khác chính là sự hiện hữu của tuyến vú.  Tuyến vú chính là tuyến mồ hôi đã qua biến đổi để có thể sản sinh ra sữa - nguồn nuôi dưỡng các con non vừa chào đời. Chỉ động vật hữu nhũ (động vật có vú) mới có thể tạo ra sữa. Sự hiện diện của tuyến vú ở người là rõ ràng và dễ nhận thấy nhất. Do cơ thể nữ giới có một lượng lớn mô mỡ nằm gần đầu vú (nhũ hoa) nên phần ngực của nữ giới nhô lên, lộ rõ. Mọi động vật hữu nhũ đều có tuyến vú; tuy nhiên, tuyến vú ở giống đực của lớp động vật hữu nhũ lại không có mấy chức năng.
Hầu hết động vật hữu nhũ giống cái có hai bản sao của nhiễm sắc thể X trái ngược với giống đực chỉ có một nhiễm sắc thể X và nhiễm sắc thể Y với kích thước nhỏ hơn; một số động vật hữu nhũ, ví dụ như thú mỏ vịt, lại có các tổ hợp nhiễm sắc thể giới tính khác biệt. “Nhằm ngăn chặn các tế bào của con cái có gấp đôi lượng sản phẩm từ gen X, so với con đực, một bản sao của nhiễm sắc thể giới tính X tại từng tế bào của con cái sẽ bị bất hoạt". Đối với động vật hữu nhũ có nhau thai, trong  từng tế bào của con cái, một nhiễm sắc thể X ngẫu nhiên sẽ bị bất hoạt. Trong khi đó, ở động vật hữu nhũ có túi, nhiễm sắc thể X được nhận từ bố sẽ luôn bị bất hoạt. Ngược lại, ở một số loài chim và bò sát, giống cái lại có cặp nhiễm sắc thể giới tính dị hợp - một nhiễm sắc thể Z và một nhiễm sắc thể W; trong khi, giống đực lại mang hai nhiễm sắc thể Z. Tình trạng liên giới cũng có thể là nguyên nhân đằng sau sự xuất hiện của các tổ hợp nhiễm sắc thể giới tính khác thường. Ví dụ, các cá thể mang tổ hợp XO và XXX và vẫn được xem là giống cái do không mang nhiễm sắc thể giới tính Y; tuy nhiên, tồn tại ngoại lệ với các cá thể mắc các đột biến về gen thuộc cặp nhiễm sắc thể XY khi còn trong tử cung và cũng được xem là giống cái. Ngoài ra, các trường hợp trên thường không có khả năng sinh sản.
Động vật hữu nhũ giống cái đẻ con, nhưng bộ đơn huyệt của lớp hữu nhũ là ngoại lệ khi các động vật của bộ này đẻ trứng. Tuy nhiên, một số loài, chẳng hạn như cá bảy màu, tuy không phải động vật hữu nhũ nhưng lại có cấu trúc sinh sản tương tự; trứng của một số loài, điển hình là cá mập, nở ngay trong chính cơ thể của con mẹ khiến chúng dù không phải là động vật hữu nhũ nhưng lại đẻ ra con non.